# Richard Wahl
Richard Karl Adolf Wahl (ur. 4 grudnia 1906 we Frankfurcie nad Menem, zm. 29 października 1982 tamże) – niemiecki szablista, brązowy medalista igrzysk olimpijskich i dwukrotny medalista mistrzostw świata. 
Na igrzyskach olimpijskich w Berlinie w 1936 roku reprezentacja III Rzeszy w składzie: Hans-Georg Jörger, Julius Eisenecker, August Heim, Erwin Casmir, Richard Wahl i Hans Esser zajęła trzecie miejsce w szabli drużynowej. W rywalizacji indywidualnej odpadł w ćwierćfinałach. Były to jego jedyne starty olimpijskie.
Podczas mistrzostw świata w Lozannie w 1935 roku (oficjalnie rozgrywanych pod tą nazwą dopiero od 1937) razem z Juliusem Eiseneckerem, Hansem Esserem, Augustem Heimem  i Heinrichem Moosem zdobył brązowy medal w szabli drużynowej. Wynik ten powtórzył na mistrzostwach świata w Paryżu dwa lata później.
Po zakończeniu kariery został prezydentem Heskiego Związku Szermierki, a w latach 1948-1961 był prezydentem klubu FTV Frankfurt 1860.